# Himmeleck
Le Himmeleck est une montagne qui s'élève à 2 152 m d'altitude dans les Alpes d'Allgäu, dans le land de Bavière en Allemagne.